# Centro espacial Luigi Broglio

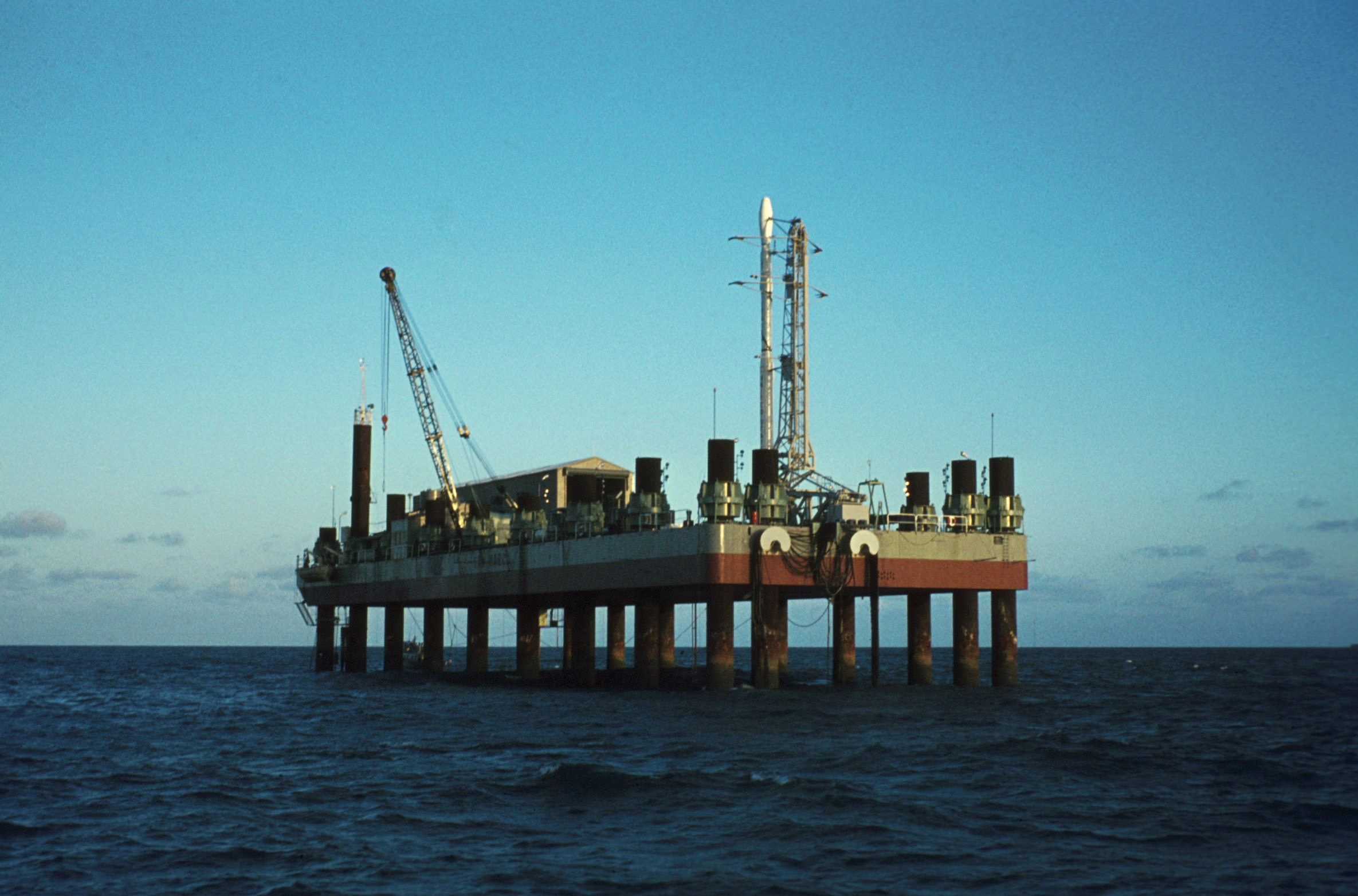
A plataforma de lançamento San Marco com um foguete Scout, em 1974.

O Centro Espacial Luigi Broglio, é uma base de lançamento espacial cuja posse é italiana localizada no Quênia, que deve o seu nome a seu fundador e pioneiro espacial italiano Luigi Broglio. Desenvolvido na década de 1960 por meio de uma parceria entre o Centro de Pesquisa Aeroespacial da Universidade Sapienza de Roma e a NASA, o BSC serviu como um porto espacial para o lançamento de satélites italianos e internacionais (1967–1988). O centro compreende um local principal de lançamento offshore, conhecido como plataforma de San Marco, bem como duas plataformas de controle secundárias e uma estação terrestre de comunicações no continente.
Em 2003, um decreto legislativo entregou à Agência Espacial Italiana a gestão do centro, começando em 2004, e o nome mudou da anterior Cordilheira Equatorial de San Marco. Enquanto a estação terrestre ainda está em uso para comunicações por satélite, o BSC não é usado atualmente como um local de lançamento.

## História
A plataforma de San Marco era uma antiga plataforma de petróleo, localizada ao norte do Cabo Ras Ngomeni no litoral costeiro do Quênia, a 2° 56′ 18″ S, 40° 12′ 45″ L,  perto do equador (que é um ponto energético localização favorável para o lançamento de foguetes). Os lançamentos da plataforma eram controlados a partir da plataforma de Santa Rita, uma segunda antiga plataforma de petróleo localizada a sudeste da plataforma de San Marco, e uma Santa Rita II menor abrigava o radar da instalação. Uma estação terrestre localizada no cabo forma o principal local de telemetria do centro.
O programa italiano de pesquisa espacial começou em 1959 com a criação do CRA (Centro Ricerche Aerospaziali) na Universidade de Roma. Três anos depois, em 7 de setembro de 1962, a universidade assinou um memorando de entendimento com a NASA para colaborar em um programa de pesquisa espacial denominado San Marco (São Marcos). A equipe italiana de lançamento, treinada pela NASA, iria primeiro lançar um foguete da Ilha Wallops sob a supervisão da NASA e o primeiro lançamento decolou com sucesso em 15 de dezembro de 1964. O projeto San Marco estava focado no lançamento de satélites científicos por foguetes Scout de uma plataforma rígida móvel localizada perto do equador. Esta estação, composta por 3 plataformas de petróleo e dois barcos de apoio logístico, foi instalada na costa do Quênia, perto da cidade de Malindi.
O cronograma do programa incluiu três fases:
- Lançamentos suborbitais da Ilha Wallops e da plataforma equatorial,
- Lançamento orbital de um satélite experimental da Ilha Wallops,
- Orbital lança a partir da plataforma equatorial.

O complexo da plataforma de lançamento de San Marco esteve em uso de março de 1964 a março de 1988, com um total de 27 lançamentos, principalmente foguetes de sondagem, incluindo os lançadores Nike Apache, Nike Tomahawk, Arcas e Black Brant. Lançamentos orbitais de baixo peso de carga útil também foram feitos, usando o foguete Scout de propelente sólido (em suas subvariantes B, D e G). O primeiro satélite especificamente para astronomia de raios-X, Uhuru, foi lançado de San Marco em um foguete Scout B em 12 de dezembro de 1970.
A estação terrestre está em uso e continua a rastrear satélites da NASA , ESA e italianos. No entanto, as duas plataformas caíram em mau estado durante a década de 1990. Desde então, a Agência Espacial Italiana conduziu um estudo de viabilidade para reativá-lo para o lançador russo START-1.

## Lançamentos de satélite
| Data de lançamento | Veículo     | Carga útil      | COSPAR ID | Comentários                                                                                             |
| ------------------ | ----------- | --------------- | --------- | --- |
| 26/04/1967         | Scout B     | San Marco-2     | 1967-038A | San Marco 1 já havia sido lançado pela Wallops nos EUA                                                  |
| 12/12/1970         | Scout B     | Uhuru (SAS-A)   | 1970-107A | |
| 24/04/1971         | Scout B     | San Marco-3     | 1971-036A | |
| 15/11/1971         | Scout B     | S-Cubed A       | 1971-096A | |
| 15/11/1972         | Batedor D-1 | SAS-B           | 1972-091A | |
| 18/02/1974         | Batedor D-1 | San Marco-4     | 1974-009A | |
| 15/10/1974         | Batedor B-1 | Ariel 5         | 1974-077A | As operações de satélite foram dirigidas a partir de um centro de controle no Appleton Lab, Reino Unido |
| 07/05/1975         | Batedor F-1 | SAS-C           | 1975-037A | |
| 25/03/1988         | Batedor G-1 | San Marco-D / L | 1988-026A | |